# Liste der königlichen Freistädte in Ungarn
Unter der Geschichte Ungarns genossen die folgenden Städte den Status der königlichen Freistadt
- Alvinc, heute: Vințu de Jos
- Arad
- Bakabánya, heute: Pukanec
- Bártfa, heute: Bardejov
- Bazin, heute: Pezinok
- Beregszász, heute: Berehowe
- Beszterce, heute: Bistrița
- Besztercebánya, heute: Banská Bystrica
- Bélabánya, heute: Banská Belá
- Brassó, heute: Brașov
- Breznóbánya, heute: Brezno
- Buda
- Debrecen
- Dés, heute: Dej
- Eperjes, heute: Prešov
- Erzsébetváros, heute: Dumbrăveni
- Eszék, heute: Osijek
- Esztergom
- Felsőbánya, heute: Baia Sprie
- Fiume, heute: Rijeka
- Győr
- Gyulafehérvár, heute: Alba Iulia
- Jablanac
- Kapronca, heute: Koprivnica
- Kassa, heute: Košice
- Késmárk, heute: Kežmarok
- Kismarton, heute: Eisenstadt
- Kisszeben, heute: Sabinov
- Kolozsvár, heute: Cluj-Napoca
- Komárom, heute: Komárno
- Korpona, heute: Krupina
- Kostajnica, heute: Hrvatska Kostajnica
- Körmöcbánya, heute: Kremnica
- Körös
- Kőszeg
- Libetbánya, heute: Ľubietová
- Lőcse, heute: Levoča
- Marosvásárhely, heute: Târgu Mureș
- Máramarossziget, heute: Sighetu Marmației
- Medgyes, heute: Mediaș
- Modor, heute: Modra
- Nagybánya, heute: Baia Mare
- Nagyszeben, heute: Sibiu
- Nagyszombat, heute: Trnava
- Nyitra, heute: Nitra
- Pest
- Pécs
- Podolin, heute: Podolínec
- Pozsega, heute: Požega
- Pozsony, heute: Bratislava
- Ruszt, heute: Rust
- Segesvár, heute: Sighișoara
- Selmecbánya, heute: Banská Štiavnica
- Sopron
- Szabadka, heute: Subotica
- Szakolca, heute: Skalica
- Szamosújvár, heute: Gherla
- Szatmárnémeti, heute: Satu Mare
- Szeged
- Szentgyörgy, heute: Svätý Jur
- Szék, heute: Sic
- Székesfehérvár
- Temesvár, heute: Timișoara
- Trencsén, heute: Trenčín
- Turócbéla, heute: Ortsteil von Belá-Dulice
- Újbánya, heute: Nová Baňa
- Újvidék, heute: Novi Sad
- Ungvár, heute: Uschhorod
- Vasvár
- Versec, heute: Vršac
- Zágráb, heute: Zagreb
- Zengg, heute: Senj
- Zombor
- Zólyom, heute: Zvolen